# Raievo-Oleksandrivka, Krîvîi Rih
Raievo-Oleksandrivka (în ucraineană Раєво-Олександрівка) este un sat în comuna Lozuvatka din raionul Krîvîi Rih, regiunea Dnipropetrovsk, Ucraina.

## Demografie
Componența lingvistică a localității Raievo-Oleksandrivka
     Ucraineană (100%)
Conform recensământului din 2001, toată populația localității Raievo-Oleksandrivka era vorbitoare de ucraineană (100%).